# Tineobius superbus
Tineobius superbus är en stekelart som först beskrevs av Alan Parkhurst Dodd 1917.  Tineobius superbus ingår i släktet Tineobius och familjen hoppglanssteklar. Inga underarter finns listade i Catalogue of Life.